# Ranops expers
Ranops expers là một loài nhện trong họ Zodariidae.
Loài này thuộc chi Ranops. Ranops expers được Octavius Pickard-Cambridge miêu tả năm 1876.